# Jadviga Anžuvinska
Jadviga Anžuvinska (Hedviga; Budim, između 3. listopada 1373. i 18. veljače 1374. – Krakov, 17. srpnja 1399.), poljsko-litavska kraljica i katolička svetica.

## Životopis
Kći je Elizabete Kotromanić, hrvatsko-ugarske kraljice i Ludovika I. Anžuvinca; unuka bosanskog bana Stjepana II. Kotromanića i Elizabete Kujavske. Mlađa je sestra hrvatsko-ugarske kraljice Marije Anžuvinske, a druge dvije sestre nisu doživjele veću dob. Udala se za litavskog kneza Vladislava Jagela koji je vladao Poljskom kao Vladislav II. (1386. – 1434.).
Ludovik I. je umro 1382. godine, pa prijestolje naslijedila njegova najstarija preživjela kćerka, Jadvigina starija sestra Marija, a regentom je proglašena njena majka Elizabeta. U Poljskoj plemstvo nije željelo da se nastavi personalna unija s Ugarskom, a nisu željeli ni Marijinog zaručnika za suvladara. Protjerali su Mariju i Žigmunda iz Poljske, a za vladaricu su odabrali Jadvigu. Elizabeta Kotromanić, koja je bila Marijin regent, nije prihvaćala zahtjeve poljskog plemstva. Nakon dugih pregovora i građanskog rata 1383. godine u Velikoj Poljskoj, Elizabeta je popustila i dopustila je desetogodišnjoj Jadvigi da ode u Poljsku. Jedini rođak kojeg je Jadviga imala u Poljskoj bio je njen ujak Vladislav, dok je ostatak obitelji ostao u Ugarskoj.
Jadviga je krunnjena u Krakovu 16. listopada 1384. godine kao kralj Poljske, a ne kao kraljica. Ovim potezom se htjelo naglasiti da je Jadviga bila monarhinja, a ne samo žena monarha.
Litva je potpisala s Poljskom 1385. godine savez. Po tom sporazumu Litva i Poljska se ujedinjuju pod zajedničkom krunom tako što veliki knez Litve, Vladislav II., ženi Jadvigu i postaje katolik. Vjenčali su se u svibnju 1385. godine, nakon čega je Vladislav II. proglašen iure uxoris kraljem Poljske.
Kao vladarica Jadviga je imala malo udjela u pravoj vlasti iako je bila angažirana u političkom, diplomatskom i kulturnom životu. Vodila je diplomatsku korespodenciju s Teutonskim vitezovima. Uspješno je organizirala povratak dijelova Galicije 1387. godine, koji su prilikom diobe ostali u mađarskim rukama. Kako je bila izuzetno dobro obrazovana i naučila nekoliko jezika, prevela je mnoge knjige s latinskog na poljski. Osnovala je mnoge bolnice. Osnovala je i biskupiju u Vilniusu. Svojim donacijama, skupljenim od prodaje vlastitog nakita i kraljevskih obilježja, je mnogo pomogla Sveučilištu u Krakovu.
Jadviga je 22. lipnja 1399. rodila djevojčicu, nazvanu Elizabeta Bonifacija po Jadviginoj ubijenoj majci i papi Bonifaciju IX., ali u roku od mjesec dana obje su umrle zbog komplikacija tokom porođaja. Pozicija njenog supruga kao sada samostalnog vladara bila je ugrožena njenom smrću, jer on je postao kralj po njenom pravu. On je ipak ostao kralj Poljske sve do svoje smrti, 35 godina kasnije, a svoje vladarsko pravo pojačao je oženivši Jadviginu rodicu, Anu Celjsku. Naslijedili su ga sinovi rođeni od njegove treće supruge, koji nisu bili potomci nijednog prethodnog poljskog vladara. 

## Kanonizacija
U Poljskoj je bila slavljena kao svetica, a papa Ivan Pavao II. ju je proglasio blaženom 8. kolovoza 1986. i kanonizirao 8. lipnja 1997. Glavno joj je svetište Wawelska katedrala, katedralna bazilike sv. Stanislava i Vaclava, poljsko nacionalno svetište na brdu Wawelu u Krakovu.